# Alfredo Ribeiro dos Santos
Alfredo Ribeiro dos Santos (Porto, 1917 - Porto, 2012) foi um ensaísta e médico português.

## Biografia
Formou-se em Medicina em 1943, tendo sido um dos pioneiros da moderna anestesiologia em Portugal.
Conviveu, desde muito novo, com vultos da cultura portuguesa que muito o influenciaram, como Leonardo Coimbra, Agostinho da Silva, Sant'Anna Dionísio, Abel Salazar, Jaime Cortesão, Veiga Pires e José Augusto Seabra. Republicano, democrata, humanista, envolveu-se na atividade política de oposição ao regime salazarista, tendo participado ativamente no Movimento de Unidade Democrática (MUD), nas candidaturas do general Norton de Matos (1948) e do general Humberto Delgado (1958) e em todos os momentos marcantes da história da Oposição Democrática até ao 25 de Abril de 1974.
Bibliófilo, grande colecionador de revistas e jornais literários, periódicos e manifestos referentes a acontecimentos políticos, formou uma das maiores bibliotecas particulares da cidade do Porto, com milhares de títulos. Notável pelo acervo de revistas literárias, foi regularmente consultada por investigadores e outros estudiosos. Foi colaborador de diversos jornais e revistas, entre eles: Portucale, Nova Renascença, O Tripeiro, Cadernos do Tâmega, Letras & Letras, O Comércio do Porto (supl. “Cultura e Arte”), O Primeiro de Janeiro, Jornal de Notícias, Notícias da Tarde (“Em pratos limpos”, crónicas gastronómicas), Jornal de Amarante. Foi um dos fundadores do movimento cultural que lançou a revista Nova Renascença, tendo pertencido ao seu corpo redatorial e sido seu diretor entre 1980 e 1999.
A 26 de fevereiro de 1996, foi agraciado pelo Presidente da República, Mário Soares, com o grau de Grande-Oficial da Ordem do Infante D. Henrique.
Em 2009, aos 92 anos, publicou História Literária do Porto através das suas publicações periódicas, um levantamento exaustivo desde a Gazeta Literária (1761) até à Nova Águia (2008), onde trata acerca dos movimentos culturais e da vida literária na cidade do Porto nos últimos séculos.
Alfredo Ribeiro dos Santos era pai de Milice Ribeiro dos Santos, psicóloga, professora do ensino superior e reconhecida investigadora com obra publicada na área da Educação.

## Livros publicados

### Ensaio
- A Renascença Portuguesa – um movimento cultural portuense, 1991, Fundação Eng. António de Almeida, Porto.
- Jaime Cortesão, um dos grandes de Portugal, 1993, Fundação Eng. António de Almeida.
- Perfil de Leonardo Coimbra, 1998, Fundação Lusíada.
- História Literária do Porto através das suas publicações periódicas, 2009, Edições Afrontamento.

### Outras publicações (brochuras)
- Um cientista de vanguarda – o Professor Afonso Guimarães, 1990.
- Professor Alberto Saavedra – um notável médico do Porto, 1990.
- A Tertúlia de José Praça no Ateneu Comercial do Porto, 1991.
- Para um novo perfil de Abel Salazar, 1997.

## Prémios
- Prémio Abel Salazar em 1999 na categoria de ensaio, por Perfil de Leonardo Coimbra.
- Prémio Serpis Abel Salazar em 2009, por História Literária do Porto através das suas publicações periódicas.